# 郭村镇 (单县)
郭村镇，是中华人民共和国山東省菏泽市单县下辖的一个乡镇级行政单位。

## 行政区划
郭村镇下辖以下地区：
西村、东村、张宅村、魏楼村、刘陈庄村、杨庙村、翟楼村、刘平楼村、朱油坊村、韩庄村、吴三庙村、周楼村、万庄村、付庄村、童油坊村、田桥村、大李海村、刘楼村、大马楼村、朱楼村、顺河店村、李庄村、小李海村、张雪楼村、葛庙村、高杨庄村、潘庄村、太平集村、张保楼村和苗楼村。

## 人物
- 农民歌手朱之文